# Szerokoząbek luzoński
Szerokoząbek luzoński (Abditomys latidens) – gatunek ssaka z podrodziny myszy (Murinae) w obrębie rodziny myszowatych (Muridae), występujący endemicznie na wyspie Luzon w archipelagu Filipin.

## Taksonomia
Gatunek po raz pierwszy zgodnie z zasadami nazewnictwa binominalnego opisał w 1952 roku amerykański teriolog Colin Campbell Sanborn nadając mu nazwę Rattus latidens. Holotyp pochodził z Mount Data, na wysokości 7500 ft (2286 m), w Mountain Province, na Luzonie, w Filipinach. Jedyny przedstawiciel rodzaju szerokoząbek (Abditomys) który opisał w 1982 roku amerykański teriolog Guy G. Musser.
Gryzoń ten jest spokrewniony z Tryphomys adustus, innym endemitem Luzonu. Autorzy Illustrated Checklist of the Mammals of the World uznają ten takson za gatunek monotypowy.

### Etymologia
- Abditomys: łac. abditus „ukryty, sekretny”, od abdo „schować się”; gr. μυς mus, μυος muos „mysz”[2].
- latidens: łac. latus „szeroki”[8]; dens, dentis „ząb”[9].

## Występowanie
Szerokoząbek luzoński jest znany tylko z dwóch okazów. Występuje wyłącznie na Filipinach; oprócz prowincji Mountain stwierdzono go także w prowincji Laguna w środkowej części wyspy Luzon. Pierwszy okaz został schwytany w tropikalnym lesie iglastym, jaki tworzą sosny wiotkie, na wysokości ok. 2250 m n.p.m., natomiast okaz z prowincji Laguna pochodził z pola ryżowego położonego na wysokości 75 m n.p.m. Nic ponadto nie wiadomo o jego preferencjach środowiskowych.

## Wygląd
Długość ciała (bez ogona) 232–271 mm, długość ogona samic 216–242 mm, samców – mm, długość ucha 24 mm, długość tylnej stopy 45–47 mm; masa ciała 269 g. Opis według holotypu gatunku: jest to duży gryzoń o ciemnym ubarwieniu. Ma oliwkowobrązowy grzbiet z czarnymi włosami w środkowej części zadu, jaśniejsze boki i bardziej płowy spód ciała. Ogon i uszy są ciemnobrązowe. Uzębienie jest podobne jak u szczura, ale gryzoń ten wyróżnia się prawie dwukrotnie szerszymi siekaczami niż przedstawiciele rodzaju Rattus. Uzębienie sugeruje, że jego pożywieniem może być bambus. Nietypowy jest także pierwszy palec stopy tego gryzonia, którego pazur zamiast mieć typowy haczykowaty kształt, przypomina raczej paznokieć.

## Populacja
Nie wiadomo, jak liczny jest szerokoząbek luzoński. Park Narodowy Mount Data obejmuje duży obszar sprzyjającego środowiska, chociaż jego obszar w dużej części został przekształcony w tereny uprawne. Drugi znany okaz pochodził z pola ryżowego, co może wskazywać na pewną tolerancję gatunku wobec przekształceń środowiska. Międzynarodowa Unia Ochrony Przyrody uznała, że na razie brak jest danych do przydzielenia gatunku do konkretnej kategorii zagrożenia i potrzebne są dalsze prace.